# Стройовий статут

Стройова підготовка курсантів Харківського університету Повітряних сил, м. Васильків, 21 серпня 2015

Стройовий статут — один із чотирьох статутів Збройних Сил України (у 1999—2020 рр.), затверджений Законом України «Про Стройовий статут Збройних Сил України» N 549-XIV від 24.03.1999 р. (зі змінами та доповненнями).
Закон України «Про Стройовий статут Збройних Сил України» визнаний таким, що втрачає чинність від 1 березня 2020 року. Верховна Рада України 5 лютого 2020 року доручила Кабінету Міністрів України передбачити в нормативно-правових документах повноваження Міністерства оборони України визначати стройові прийоми і рухи військовослужбовців без зброї та із зброєю; строї підрозділів та військових частин у пішому порядку і на машинах; порядок виконання військового вітання, проведення стройового огляду; місце Бойового Прапора військової частини у строю, порядок його внесення і винесення; обов'язки військовослужбовців перед шикуванням і в строю та вимоги до їхнього стройового навчання.

## Призначення Стройового статуту
Стройовий статут описує та визначає:
- стройові прийоми і рухи без зброї та із зброєю;
- строї підрозділів та військових частин у пішому порядку і на машинах;
- порядок виконання військового вітання,
- проведення стройового огляду;
- місце Бойового Прапора військової частини у строю,
- порядок його внесення і винесення;
- обов'язки військовослужбовців перед шикуванням і в строю та
- вимоги до їх стройового навчання.

Стройовий статут обов'язковий для всіх військових частин, штабів, організацій, установ і військово-навчальних закладів Збройних Сил України. Екіпажі кораблів та інші підрозділи Військово-Морських Сил керуються цим Статутом, якщо інше не визначено Положенням про корабельну службу Військово-Морських Сил України. Дія Статуту поширюється на Державну прикордонну службу України, Службу безпеки України, Національну гвардію України та на інші військові формування, створені відповідно до законів України, Державну спеціальну службу транспорту, Державну службу спеціального зв'язку та захисту інформації України.

## Структура
- Загальні положення. Строї та управління ними. Основні визначення (стрій[5]; шеренга[6]; елементи строю[7]; визначення одно- і двошеренгового строю; що таке ряд; колона (колона машин); що таке розгорнутий та похідний строї та інші визначення, що надалі застосовуватимуться у статуті.
- Порядок управління строями, подавання команд та сигналів.
- Як здійснюються шикування військовослужбовців.
- Порядок розучування стройових прийомів та виконання / подання команд.
- Обов'язки військовослужбовців перед шикуванням і в строю.
- Стройові прийоми, що виконуються поодинці (одиночна стройова підготовка)
  - Стройові прийоми і рух без зброї
  - Стройове положення
  - Повороти на місці
  - Рух (стройовим чи похідним кроком, бігом; команди, перехід з одного виду руху на інший)
  - Повороти під час руху
  - Порядок віддання військового вітання на місці, під час руху; з надітим головним убором і без нього; надівання / знімання головних уборів
  - Стройові прийоми і рух із зброєю[8]
  - Стройове положення із зброєю
  - Виконання прийомів із зброєю на місці
  - Повороти та рух із зброєю
  - Вихід із строю, повернення у стрій. Підхід до начальника та відхід від нього
- Строї відділення, взводу, роти, батальйону та полку в пішому порядку
- Строї відділення, взводу, роти, батальйону та полку на машинах
- Стройовий огляд: роти, батальйону, полку; в пішому порядку; з бойовою технікою
- Порядок винесення та віднесення Бойового Прапора
- Паради військ
- Проходження військ урочистим маршем
- Почесні варти
- Додатки, що містять розділи:
  - Таблиця сигналів управління строєм
  - Таблиця сигналів управління машиною
  - Стройова записка
  - Черезплічник для носіння Бойового Прапора (опис)
  - Сигналіст-барабанщик у строю (правила)
  - Сигнали для сурми та барабана
  - Схеми порядку шикування підрозділів та полку для проведення заходів
  - Порядок обладнання стройового плацу
  - Пояснювальні малюнки